# Tom Murphy (Politiker)

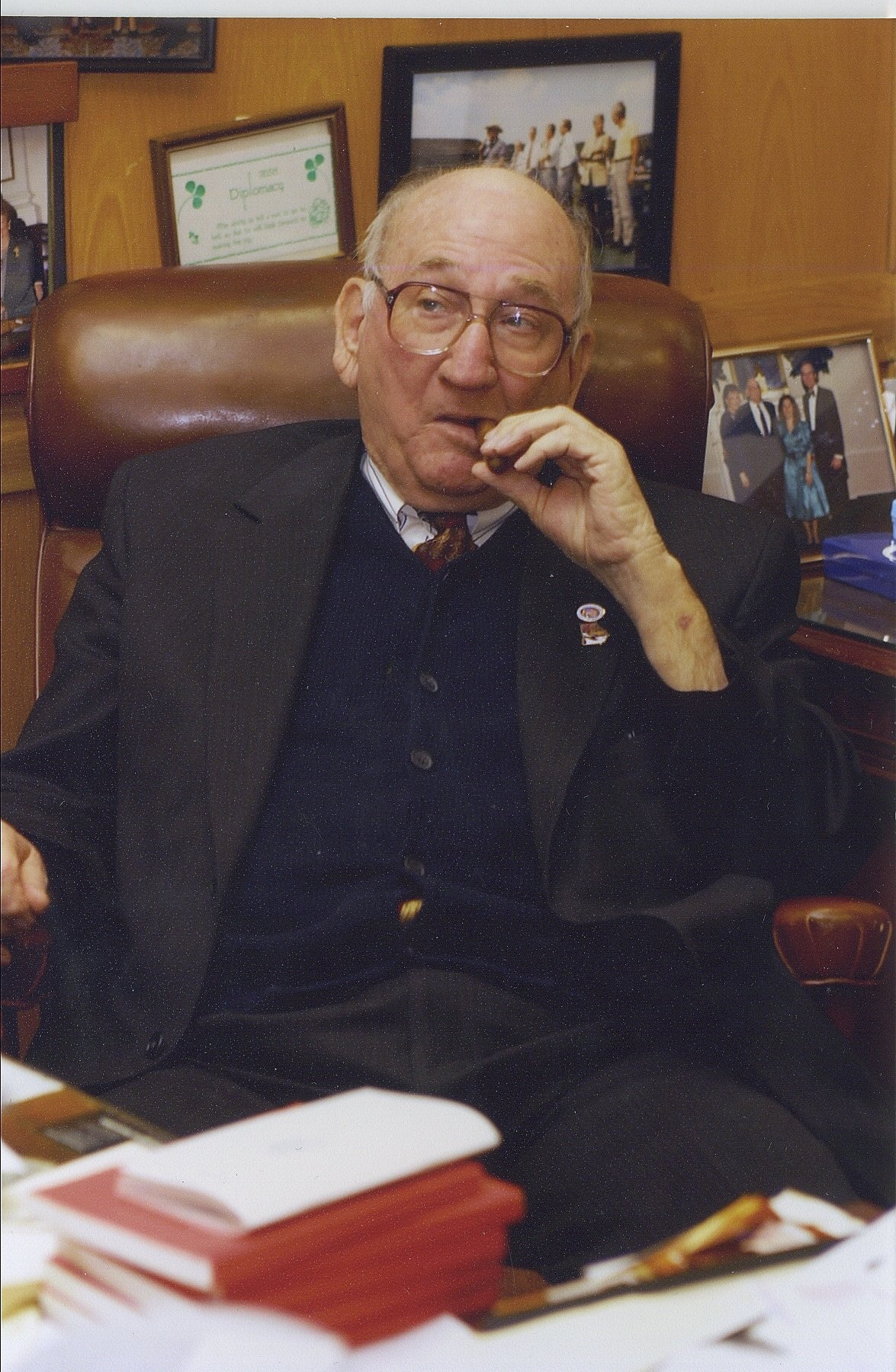
Tom Murphy

Tom Murphy (* 10. März 1924 in Bremen, Georgia als Thomas Bailey Murphy; † 17. Dezember 2007 ebenda) war ein US-amerikanischer Politiker der Demokraten. Von 1973 bis 2002 war er Sprecher des Repräsentantenhauses von Georgia. Vor ihm hatte niemand dieses Amt so lange inne.

## Biografie
Murphy wurde in Bremen in Georgia geboren, wo sein Vater, der Bürgermeister des Ortes, die Telegraphenstation der Eisenbahnbetrieb. Er schloss die High School im Ort 1941 ab und schrieb sich zum Studium am North Georgia College in Dahlonega, Georgia ein. Während des Zweiten Weltkrieges war er als Angehöriger der Marine auf dem pazifischen Kriegsschauplatz eingesetzt. Nach der Marine besuchte er die School of Law der University of Georgia, die er 1960 abschloss. Im gleichen Jahr wurde er in die für das Schulwesen zuständige Kommission seines Ortes und auch in das Repräsentantenhaus von Georgia gewählt. Beide Ämter übte er bis zur Beendigung seine Tätigkeit in der Schulkommission im Jahr 1965 nebeneinander aus.
Während der Amtszeit von Gouverneur Lester Maddox war er von 1967 bis 1971 gewählter Floor Leader seiner Partei, vergleichbar etwa einem Fraktionssprecher, und von 1970 bis 1973 Sprecher pro Tempore im Repräsentantenhaus. 1973 wurde er als Nachfolger von George L. Smith zum Sprecher des Hauses gewählt und übte dieses Amt bis 2002 aus, als er die Wiederwahl gegen seinen republikanischen Herausforderer Bill Heath verlor. Auf seinen politischen Einfluss wird im Jahr 1982 die Wahl von Joe Frank Harris zum Gouverneur des Bundesstaates zurückgeführt. Murphy konnte die wirtschaftliche Entwicklung des Bundesstaates im Verlaufe seiner Amtszeit positiv beeinflussen. Er erlitt im Jahr 2004 einen Schlaganfall, der seine Gesundheit stark beeinträchtigte, und starb nach langer Krankheit in Bremen.